# Alyson Williams
Alyson Williams es una cantante de new jack swing, quiet storm y urban, nacida en Nueva York. Es hija del trompetista y director de banda Bobby Booker, el cual la colocó como corista de Curtis Hairston, Melba Moore, B.B. & Q., Unlimited Touch, Bobby Brown y Barbara Mitchell entre otros, antes de que formara el grupo High Fashion en 1982. 
Más tarde cantó en The Affair, antes de comenzar su carrera en solitario con una versión del tema de Pointer sisters "Yes we can can". Firmó con la discográfica Def Jam en 1987, grabando el tema "Make You Mine Tonight" con Chuck Stanley que triunfó en las listas de urban. También hizo un dúo con Oran "Juice" Jones "How to Love Again", incluido en el disco de este cantante, "G.T.O.: Gangsters Takin' Over". Debutó en 1989 con "Raw", y a la vez hizo un dúo con Tashan, y junto al cual también hizo una gira por el Reino Unido. Volvió en 1991 con su disco homónimo y sencillos como "Can't have my man", "Everybody knew but me" y "Just my luck".

## Discografía

### Álbumes
- Raw (1989)
- Alyson Williams (1991)
- It's about time (2004)

### Singles
- 1987: "Make You Mine Tonight" (with Chuck Stanley) - R&B #66
- 1989: "Sleep Talk" - R&B #3
- 1989: "My Love is So Raw" (with Nikki D) - R&B #12
- 1989: "Just Call My Name" - R&B #4
- 1990: "I Need Your Loven'" - R&B #5
- 1990: "Not on the Outside" - R&B #35
- 1992: "Can't Have My Man" - R&B #7
- 1992: "Just My Luck" - R&B #6
- 1992: "Everybody Knew But Me" - R&B #63